# Rostovjatycja
Rostovjatycja, ukrajinsky Ростов'ятиця, maďarsky Rosztovátovci, je ves v obci Kopynivci, v ivanovecké venkovské komunitě (hromadě), v mukačevském okrese Zakarpatské oblasti Ukrajiny. V roce 2025 zde žilo 191 obyvatel.